# Rio Daia (Hârtibaciu)
O Rio Daia é um rio da Romênia, afluente do Hârtibaciu, localizado no distrito de Sibiu.